# Zrinka Ljutićová
Zrinka Ljutićová (* 26. ledna 2004 Záhřeb) je chorvatská reprezentantka v alpském lyžování. Je členkou klubu HSK Žuti mačak a specializuje se na technické disciplíny. Získala Cenu Dražena Petroviće pro nejtalentovanější chorvatskou sportovkyni. Její bratr Tvrtko Ljutić se také věnuje lyžování na vrcholové úrovni.
Jako čtrnáctiletá vyhrála slalom i obří slalom v závodě nadějí Trofeo Topolino. Ve Světovém poháru v alpském lyžování debutovala 20. prosince 2020. Na Zimních olympijských hrách 2022 obsadila 25. místo ve slalomu a 28. místo v obřím slalomu. Pak vyhrála slalom a byla třetí v obřím slalomu na juniorském mistrovství světa v kanadském Invermere.
V lednu 2023 získala první pódiové umístění ve Světovém poháru, když byla třetí ve slalomu ve Špindlerově Mlýně. Při debutu na seniorském mistrovství světa v alpském lyžování 2023 skončila v obřím slalomu na 17. místě. Ve Světovém poháru 2023/2024 dojela ve třech závodech na druhém místě a v celkové klasifikaci ročníku byla osmá ve slalomu a třináctá celkově. Svůj první závod Světového poháru vyhrála 29. prosince 2024 v Semmeringu.